# Adolf Clarenbach
Adolf Clarenbach o Klarenbach (Remscheid, 1497 – Colonia, 28 settembre 1529) è stato un religioso tedesco, ricordato come uno dei primi martiri luterani.

## Biografia
Nato a Buscherhof, una fattoria nel distretto di Remscheid, sul finire del XV secolo, Adolf Clarenbach si convertì al luteranesimo durante la gioventù e cominciò a predicarlo dal 1523. Nei primi anni del suo proselitismo, Clarenbach predicò a Münster, Wesel, Osnabrück ed Elberfeld, venendo spesso scacciato per i suoi insegnamenti ritenuti eretici.
Il 3 aprile 1528 Clarenbach fu imprigionato a Colonia e condannato a scontare 18 mesi di reclusione, durante i quali rifiutò due volte di rinunciare alla sua fede. Il 28 settembre 1529 fu quindi condannato a morte per eresia e bruciato al rogo appena fuori Colonia insieme al luterano Peter Fliesteden.